# ليف غوتكين
ليف سولومونوفيتش غوتكين (بالروسية: Лев Соломонович Гуткин)، من مواليد 22 نوفمبر 1914، وتوفي بتاريخ 9 فبراير 2011، كان عالما روسياً ومتخصصاً في مجال هندسة الإذاعة وصاحب نظرية الاستقبال اللاسلكي، ودكتور في العلوم التقنية والمعلومات، حاز غوتكين على جائزة الدولة للاتحاد السوفيتي.